# Kambodschanische Badmintonmeisterschaft 1967
Die Kambodschanische Badmintonmeisterschaft 1967 fand in Phnom Penh statt. Es war die zehnte Austragung der nationalen Titelkämpfe von Kambodscha im Badminton.

## Titelträger
| Disziplin    | Sieger                             |
| ------------ | ---------------------------------- |
| Herreneinzel | S. A. Ang Duong Kinach             |
| Dameneinzel  | Nuon Phally                        |
| Herrendoppel | S. A. Ang Duong Kinach Heng Sinuon |
| Damendoppel  | Lak Chantha Nuon Phally            |
| Mixed        | S. A. Ang Duong Kinach Nuon Phally |